# Pralinky

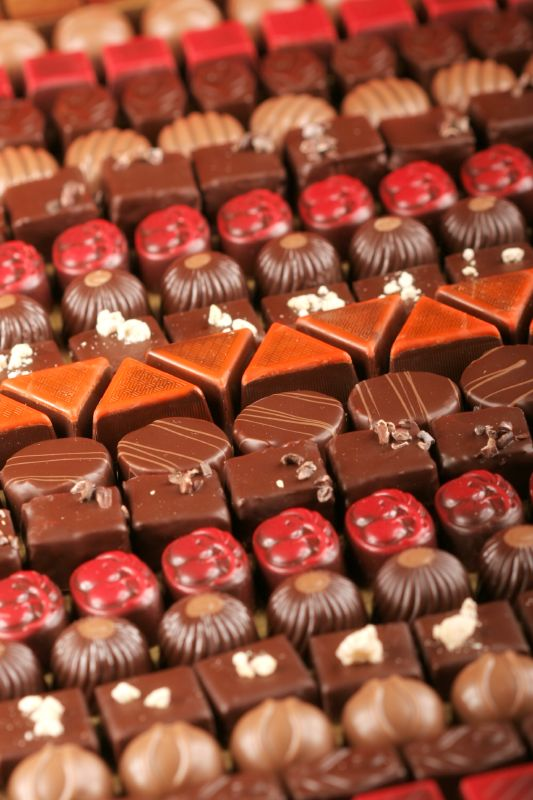
Belgické pralinky

Pralinky jsou cukrářský výrobek z povrchové čokolády a náplně z čokoládového, smetanového či podobného krému, ze sirupu, mandlí a jiných přísad. Slovem pralinky se označuje jeden ze tří regionálně odlišných typů, které jsou následující:
- Belgické pralinky z čokoládového povrchu a náplně, čokoládový bonbon. Náplní je kromě čokolády mnohdy kombinace lískových ořechů, mandlí, sirupu, krému s ovocnou příchutí apod.
- Francouzské pralinky z mandlí s karamelizovaným cukrem v čokoládě.
- Americké pralinky z kombinace sirupu a pekanových ořechů s mlékem nebo smetanou v čokoládě.

## Francouzské (evropské) pralinky
První pralinky vynalezl v 17. století kuchař francouzského hraběte maršála du Plessis-Praslin, od slova Praslin pochází název pralinek. Byly tvořeny ořechy kandovanými v cukru smíchaných s čokoládou. Jsou to dnešní francouzské pralinky.
Francouzské pralinky se vyrábějí obalením ořechů kandovaným cukrem. Tento přípravek, nazývaný Pralin, se namele a smíchá s čokoládou. Výsledek se francouzsky nazývá Praliné.

## Belgické pralinky
Belgické pralinky vynalezl v roce 1912 bruselský cukrář Jean Neuhaus. Na jejich výrobu použil drcené mandle. Ty použil jako náplň do čokolády. Vznikly tak čokoládové bonbony.

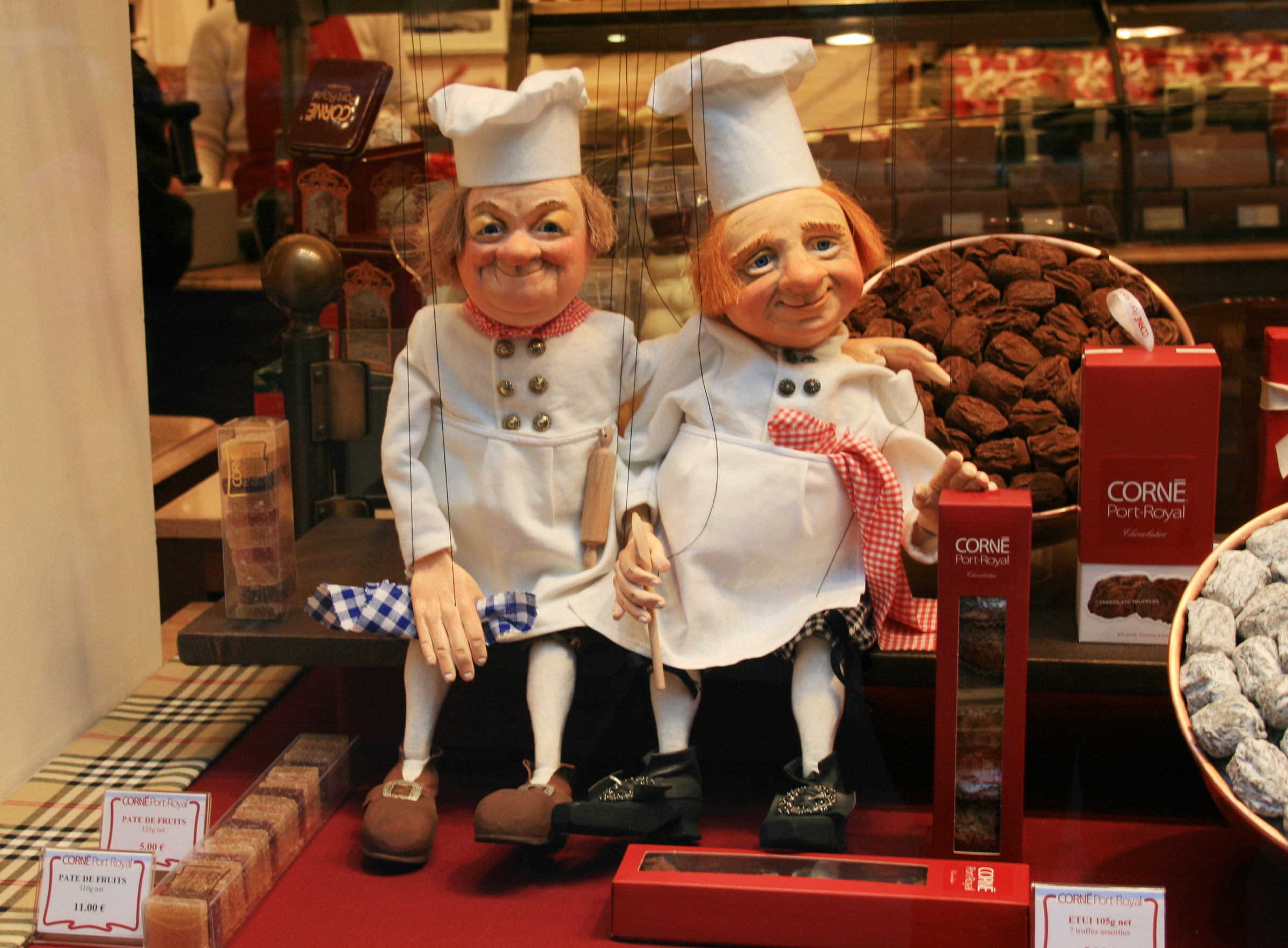
Obchod s pralinkami v Bruselu

Belgické pralinky mají podobu čokoládových bonbonů. Jsou tvořeny čokoládou s náplní. Původní náplní byly mandle, postupně se do nich však začaly přidávat i jiné přísady, např. ořechy, marcipán, slaný karamel, káva, lihoviny, krémový likér, třešně nebo čokoládová směs, která kontrastuje s vnějším pláštěm. Často se prodávají ve stylizovaných krabicích ve formě dárkové krabičky.
Největšími výrobci v Belgii jsou Neuhaus, Godiva, Leonidas a Guylian. Firma Guylian je proslulá svými pralinkami ve formě mořských plodů.

## Americké pralinky
Francouzští osadníci přinesli recept do Louisiany. V New Orleans byla kreolskými ženami, které pralinky prodávaly po ulicích, do pralinek přidána smetana a mandle nahradily pekanovými ořechy. Tak vytvořily americké pralinky.

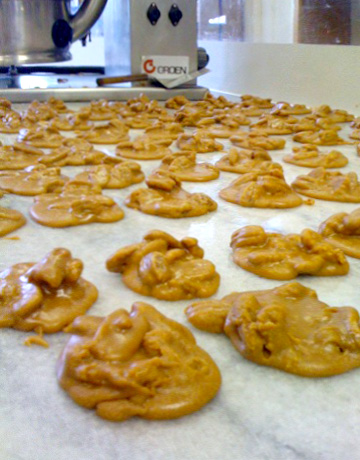
Americké pralinky se na rozdíl od evropských vyrábějí se smetanou

Americké pralinky jsou krémové konzistence. Jsou podobné fondánu. Vyrábějí se kombinací hnědého cukru s máslem, smetanou a pekanovými ořechy. Vyrábějí se v hrnci na středně vysokém ohni za stálého míchání. Když se voda vypaří, krém dosáhne husté hnědé textury. Ta se po lžících dá na voskový papír nebo na hliníkovou fólii potřené máslem vychladnout.